# Lvovka (Oriol)
|  | Per a altres significats, vegeu «Lvovka». |

Lvovka (en rus: Львовка) és un poble de l'óblast d'Oriol, a Rússia, segons el cens del 2010 tenia 16 habitants. Pertany al districte municipal de Verkhóvie.